# Misión Solidaria Manuela Espejo

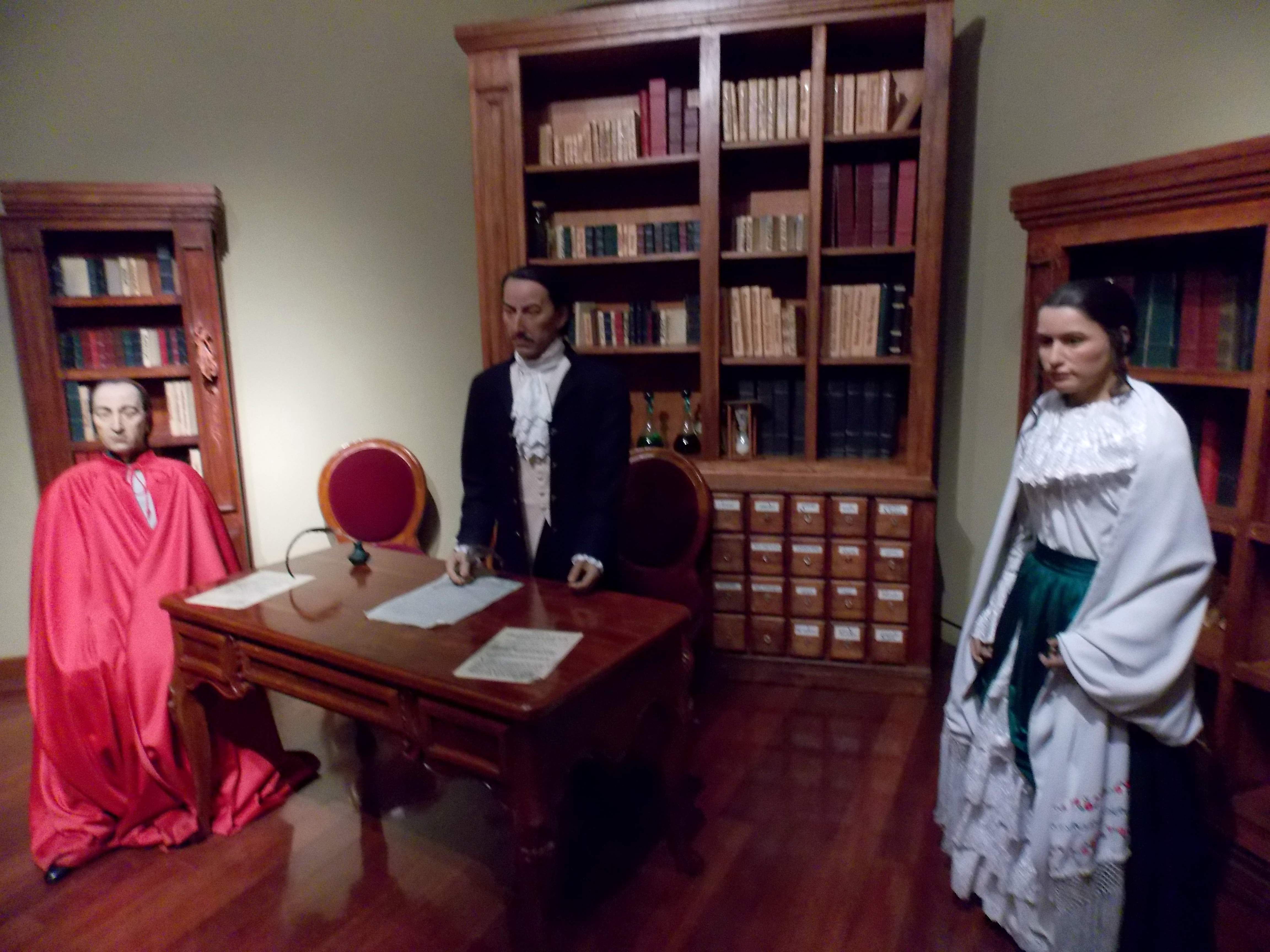
Representación en cera de Manuela Espejo (derecha) junto a su hermano Eugenio, en el Museo Alberto Mena Caamaño.

La Misión Solidaria Manuela Espejo es parte de una investigación social y clínica para estudiar y registrar georreferencialmente a todas las personas con discapacidad; esto permite conocer con exactitud quiénes son, cuántos son, dónde están, cómo están y que necesitan todas y cada una de las personas con discapacidad que habitan el territorio Ecuatoriano. Como consecuencia de ese registro, nace el programa Joaquín Gallegos Lara que consiste en la asignación de un bono económico que se entrega a la persona encargada de cuidar a una persona con discapacidad severa física o intelectual en un entorno de pobreza extrema.
La Misión nació gracias al convenio suscrito entre las repúblicas de Ecuador y Cuba,  donde 229 médicos especialistas cubanos y 120 ecuatorianos cumplieron con la primera fase de diagnóstico en la investigación médico-científica de las causas de las discapacidades, dando un diagnóstico completo, en áreas que en el país han tenido un incipiente desarrollo, como la genética clínica.
La Misión Solidaria Manuela Espejo en un primer momento fue un estudio científico - médico para determinar las causas de las discapacidades con el fin de delinear políticas de Estado reales, que abarquen múltiples áreas como salud, educación y bienestar social. Esta investigación surge ante la falta de estadísticas serias que le permitan a la administración pública tomar decisiones o planificar programas dirigidos a prevenir o atender eficientemente a las personas con discapacidad.
Por primera vez en la historia del país, médicos, genetistas, psicólogos y especialistas en Salud, acompañados de militares y guías comunitarios se desplazaron a los lugares más apartados y recónditos de las diferentes provincias del Ecuador, con el fin de registrar y prestar atención médica a una población que ha permanecido marginada durante muchos años durante su existencia.
Desde julio del 2009 a noviembre del 2010, las brigadas de la Misión Solidaria Manuela Espejo, visitaron 1´286.331 hogares en 24 provincias y 221 cantones del Ecuador, estudiando y localizando a 294.611 personas con discapacidad, quienes son atendidas de manera integral en el marco de la fase de respuesta.
En el marco del estudio de la Misión Solidaria Manuela Espejo se realizaron 825.576 atenciones médicas a personas con discapacidad o a familiares. Se efectuaron también 21.062 consultas de genetistas y 35.257 consultas de otros especialistas; se registraron 26.327 casos críticos, que fueron atendidos urgente y oportunamente por la red pública de Salud. Estos datos arrojan una prevalencia de 2,43% de personas con discapacidad a nivel nacional.
Una vez identificadas las necesidades de las personas con discapacidad, en la fase de diagnóstico, la Misión Solidaria “Manuela Espejo” emprendió una fase de atención integral para llegar con ayudas técnicas (colchones y cojines anti-escaras, sillas de ruedas, especiales, para evacuar, bastones de diversos tipos, pañales, protectores de colchones, videles entre otros), atención médica, vivienda y bono de 240 dólares en caso de requerirlo, además de rehabilitación, nutrición, derechos y autoestima.
Para esta fase se cuenta con brigadas que están conformadas por un especialista en salud, militar, conductor y un voluntario, quienes se encargan de entregar las ayudas técnicas en cada hogar de las personas con discapacidad.
Hasta el enero del 2012 se han entregado 265.515 ayudas técnicas a 130.254 beneficiarios. La Misión Solidaria Manuela Espejo en vista de las necesidades de mejorar la calidad de vida de las personas con discapacidad impulsó también la construcción de 4.400 viviendas entre el 2010 y 2011 y se espera construir 6.000 más en el 2012.
La Misión Solidaria Manuela Espejo inició el proceso de entrega de las últimas 216.285 ayudas técnicas, 6000 viviendas y el monitoreo de los 14.479 beneficiarios del programa Joaquín Gallegos Lara. Este trabajo previsto para este 2012 se realizará en las provincias de Zamora, Morona, Loja, El Oro, Galápagos, Guayas y Pichincha en beneficio de 85.891 personas con discapacidad, que fueron estudiadas y atendidas por las brigadas médicas.
La vicepresidencia del Ecuador otorga la Orden Manuela Espejo para premiar a quienes han colaborado destacadamente en esta misión. Entre los condecorados se encuentran médicos y especialistas ecuatorianos, cubanos y venezolanos y también el líder cubano Fidel Castro.
Manuela Espejo, es una persona, que ayuda a las personas a ayudar a los más necesitados; que son los discapacitados